# Nader Mohammadchani
Nader Mohammadchani (per. نادر محمدخانی, ur. 23 sierpnia 1963 w Teheranie), piłkarz irański grający na pozycji obrońcy.

## Kariera klubowa
Mohammadchani pochodzi z Teheranu. Jego pierwszym klubem w karierze był tamtejszy Persepolis Teheran, w barwach którego zadebiutował w pierwszej lidze irańskiej. Swoje pierwsze sukcesy osiągnął na przełomie lat 80. i 90. W 1987 roku zdobył Puchar Hazfi, czyli Puchar Iranu. W sezonie 1989/1990 został wicemistrzem Iranu, a w 1991 roku ponownie sięgnął po krajowy puchar. W latach 1993 i 1994 był z Persepolisem drugi w lidze, a w 1996 i 1997 roku dwukrotnie z rzędu wywalczył mistrzostwo Iranu. Po tym drugim sukcesie odszedł do Poliakryl Isfahan. Tam spędził dwa lata, a następnie został zawodnikiem Bahman z miasta Karadż. Pobyt w Bahman trwał jeden sezon i już w 2000 roku Nader wrócił do Persepolis. Po wywalczeniu wicemistrzostwa kraju w 2001 roku przeszedł do Keszawarz Teheran, innego klubu z Teheranu, a w 2002 roku zdecydował się zakończyć piłkarską karierę. Liczył sobie wówczas 39 lat.

## Kariera reprezentacyjna
W reprezentacji Iranu Mohammadchani zadebiutował w 1988 roku. W 1998 roku został powołany przez Dżalala Talebiego do kadry na Mistrzostwa Świata we Francji. Tam był podstawowym zawodnikiem Iranu i wystąpił we wszystkich trzech grupowych spotkaniach: przegranych 0:1 z Jugosławią oraz 0:2 z Niemcami, a także w wygranym 2:1 ze Stanami Zjednoczonymi. Łącznie w kadrze narodowej zagrał 64 razy i strzelił 4 gole.